# Rio Walaqa
O rio Walaqa é um curso de água da Etiópia e um afluente do Nilo Azul. Nasce no norte da região de Amhara.
Antes da colonização, este rio traçava o limite norte da província histórica de Walaqa. 